# Thấu chi ngân sách
Thấu chi ngân sách (tiếng Anh: cost overrun) là sự tăng chi phí ngoài mong đợi vượt quá ngân sách dự toán so với giá cả thực tế trong quá trình lập ngân sách. Thấu chi ngân sách nên tránh nhầm lẫn với chi phí leo thang, được dùng nhấn mạnh sự "dự đoán" tăng chi phí so với chi phí ngân sách với các yếu tố như lạm phát.

## Nghiên cứu thêm
- Flyvbjerg, Bent; Bruzelius, Nils; Rothengatter, Werner (2003). Megaprojects and Risk: an anatomy of ambition. Cambridge, UK: Cambridge University Press. ISBN 978-0-521-00946-1.